# Гарибалди (град, Орегон)
Вижте пояснителната страница за други значения на Гарибалди.
Гарибалди (на английски: Garibaldi) е град в окръг Тиламук, щата Орегон, САЩ. Гарибалди е с население от 895 жители (2007) и обща площ от 3,4 km². Намира се на 6,7 m надморска височина. ЗИП кодът му е 97118, а телефонният му код е 503.